# Maria Sogn
Maria Sogn var et sogn i Vesterbro Provsti (Københavns Stift). Sognet lå i Københavns Kommune; indtil Kommunalreformen i 1970 lå det i Sokkelund Herred (Københavns Amt).
Sognet med Mariakirken indgår nu som en del af Vesterbro Sogn.
I Maria Sogn ligger Dybbølsbro Station.